# Вітренко Юрій Юрійович
Вітре́нко Юрій Юрійович (нар. 17 вересня 1976, Київ, УРСР) — український економіст, фінансист і політик. Працював виконавчим директором НАК «Нафтогаз України» (2014—2020), виконувачем обов'язків міністра енергетики України (з грудня 2020 по квітень 2021). Голова правління НАК «Нафтогаз України» (2021—2022), власник інвестиційної компанії AYA Securities.
Член Наглядової ради «Укроборонпром» (жовтня 2019 — січень 2020). Голова Наглядової Ради ПАТ «Укрнафта» (з квітня 2019 по червень 2020).
У грудні 2020 року став першим заступником Міністра енергетики, на нього було покладене тимчасове виконання обов'язків Міністра енергетики України.
28 квітня 2021 року акціонери Нафтогазу обрали Вітренка головою правління компанії.

## Життєпис
Народився 17 вересня 1976 року в Києві у сім'ї Юрія Миколайовича та Наталії Михайлівни Вітренків. Після проголошення незалежності України його мати стала керівником ПСПУ, народним депутатом України 2 та 3 скликань, кандидатом у президенти України 1999 та 2004 років.
У 1980-ті роки батько Юрія працював у Держплані Української РСР та розпочав кар'єру в міністерстві. Мати на той час була доцентом кафедри статистики одного з інститутів. Дитинство Юрій провів у м. Києві.
З 1991 року, після розлучення батьків, Юрій залишився жити з батьком. У пресі згадується, що причиною розлучення Наталія Вітренко називала свою активну політичну діяльність.
З п'яти років навчався в україномовній школі № 172, а також почав активно займатися у футбольній школі «Динамо». Після 8 класу вступив до економічного класу гімназії № 153, навчався у Київській школі менеджменту «КРОК», яка була трансформована у Ліцей економіки та бізнесу (з 1993 р. — Київський ліцей бізнесу), де навчався у 10 класі.

### Освіта
- 1996 — закінчив бакалаврат у Київському національному економічному університеті із червоним дипломом, спеціальність — Міжнародна економіка;
- 1997 — закінчив магістратуру КНЕУ з червоним дипломом, спеціальність — Управління міжнародним бізнесом;
- 1997—2000 — навчання в аспірантурі Інституту міжнародних відносин, кафедра — міжнародні економічні відносини;
- Під час навчання у КНЕУ проходив практику в Університеті науки та техніки штату Айова, США, брав участь у міжнародних студентських конференціях;

### Кар'єра
- 1991 — практика помічником бухгалтера в ПАТ «Укрінбанк»;
- 1992—1993 — аналітик в Українській фінансовій групі;
- 1995—1996 — спеціаліст 2-ї категорії управління зовнішньоекономічної діяльності міжнародних розрахунків у «Укрінбанк»
- 1998—2002 — старший консультант з питань фінансового управління у «PricewaterhouseCoopers».
- 2001 — паралельно з роботою в «PricewaterhouseCoopers» був молодшим науковим співробітником у відділі стратегії міжнародної інтеграції Інституту економічного прогнозування НАН України.
- 2002 — разом з іншими розробляв стратегії НАК «Нафтогаз України»
- 2004—2005 — начальник Управління планування фінансово-господарської діяльності, начальник Управління корпоративних фінансів, заступник начальника Департаменту економіки та цінової політики НАК «Нафтогаз України».
- 2005—2006 — робота в лондонському відділенні банку Merrill Lynch.
- 2006—2007 — радник, головний радник голови правління НАК «Нафтогаз України»[9].
- 2008—2010 — старший віцепрезидент, головний операційний директор фонду приватних інвестицій «Амстар Європа», що входить до групи фондів «Амстар».
- 2008—2014 — один з організаторів реструктуризації міжнародних боргів НАК «Нафтогаз України», позаштатний радник голови правління[10][11]. 2010 року залишився позаштатним радником.
- 2010 року заснував інвестиційну компанію AYA Capital, що планувала взяти участь у реструктуризації боргів збанкрутілого держпідприємства «Вугілля України» наприкінці 2013 року[12].
- 2014 — повернувся до роботи в НАК «Нафтогаз України», де обіймав посаду директора виконавчого «Групи Нафтогаз».

### Нафтогаз
У середині 2000-х працював штатним та позаштатним радником голови правління.
2014 року повернувся до роботи в НАК «Нафтогаз України».
З листопада 2018 — виконавчий директор НАК «Нафтогаз України», у квітні 2019 очолив Наглядову раду ПАТ «Укрнафти».
У липні 2020 року був звільнений з НАК «Нафтогаз України».
29 квітня 2021 — став керівником НАК «Нафтогаз України», замінивши на цій посаді Андрія Коболєва. У липні НАЗК вимагало від наглядової ради Нафтогазу розірвати контракт із Вітренком, назвавши його незаконним. Окружний адміністративний суд Києва розглянув позов Вітренка проти цього припису, задовольнивши позов і зупинивши звільнення Юрія.
30 квітня 2022 року уряд призначив Вітренка головою НАК «Нафтогаз України» ще на один рік.
1 листопада 2022 року Кабінет міністрів України звільнив Вітренка з посади голови правління НАК «Нафтогаз України».

## Родина та особисте життя
- Батько — Вітренко Юрій Миколайович, кандидат економічних наук, доцент, родом з Ромнів, випускник Київського економічного університету
- Мати — Вітренко Наталія Михайлівна — керівник Прогресивної соціалістичної партії України, народний депутат України II та III скликань, член ГО «Академія будівництва». З 2014 живе в Москві (Російська Федерація).
- Дружина — Ірина, з якою має трьох дітей: Христину (2004 р. н.), Григорія (2007 р. н.) та Маргариту (2015 р. н.).

## Політичні погляди
- У листопаді 2013 року в інтерв'ю виданню «Власть денег» Юрій висловив свої проєвропейські погляди, підкресливши, що місце України — в Європейському Союзі[23].